# Xã Mineral, Quận Sevier, Arkansas
Xã Mineral (tiếng Anh: Mineral Township) là một xã thuộc quận Sevier, tiểu bang Arkansas, Hoa Kỳ. Năm 2010, dân số của xã này là 1.086 người.